# 4e division d'infanterie (Inde)
Pour les articles homonymes, voir 4e division d'infanterie.
La 4e division d'infanterie indienne , également connue sous le nom de division de l'Aigle Rouge, est le nom de division d'infanterie que l'armée indienne a retenu après que l'Inde actuelle ait adopté l'ensemble de son rang et de sa structure de son armée mère, l'Armée des Indes britanniques.
La division a été formée en Égypte en 1939 pendant la Seconde Guerre mondiale. Comme toutes les formations de l'armée indienne avant l'indépendance, ses officiers étaient britanniques tandis que les Indiens étaient sous-officiers et hommes du rang. Cependant, elle comptait quelques officiers indiens (jusqu'aux rangs de capitaine et major). Durant la Seconde Guerre mondiale, elle prit part aux campagnes d'Afrique de l'Est (Soudan et Érythrée), de Syrie, d'Afrique du Nord et d'Italie.

## Commandants
- octobre 1939 - janvier 1940 : Général Gerald Scarlett
- février 1940 - août 1940 : Général Philip Neame
- août 1940 - avril 1940 : Général Noel Beresford-Peirse
- avril 1941 - décembre 1941 : Général Frank Messervy
- décembre 1941 - février 1944 : Général Francis Tuker
- mars 1944 - janvier 1945 : Général Arthur Holworthy
- janvier 1945 - août 1945 : Général Charles Boucher

## Historique
La division est formée en Égypte en 1939 sous le commandement du major-général Noel Beresford-Peirse et est la première unité indienne à être envoyée à l'étranger durant la Seconde Guerre mondiale.
Elle participe à l'Opération Compass en 1940, elle se bat vers Sidi Barrani.
En décembre 1940, la division est au Soudan et rejoint la 5e division d'infanterie indienne (Royaume-Uni). En février 1940, elle participe à la Bataille de Keren.
En juin 1941, elle participe à la Campagne de Syrie (1941) et la Première bataille d'El Alamein.
En avril 1942, elle est envoyée à Chypre et en octobre 1942, elle participe à la Seconde bataille d'El Alamein et la Campagne de Tunisie.
En janvier 1944, elle participe à la Campagne d'Italie. Elle participe à la Bataille du Monte Cassino et à la Ligne gothique.
En 1947, la division, connue sous le nom de Red Eagle, devient le noyau de la Punjab Boundary Force (en) en français : « force de liaison du Pendjab », sous le commandement du major-général Thomas Wynford Rees, une force militaire chargée de rétablir la loi et l'ordre pendant les massacres communautaires qui ont lieu lors de la partition des Indes au Pendjab. La Force de liaison est établie le 17 juillet 1947 avec son quartier général à Lahore. Elle devient opérationnelle le 1er août 1947 mais est dissoute le 1er septembre du fait de son incapacité à contrôler les émeutes découlant de la partition. Elle comptait environ quinze bataillons indiens et dix bataillons pakistanais, et comprenait les 5e et 11e brigades d'infanterie indiennes et la 14e brigade de parachutistes (qui deviendra une partie de l'armée pakistanaise), la 43e brigade Lorry (anciennement 1re division blindée) et la 114e brigade d'infanterie indienne. Y étaient également rattachées les 50e et 77e brigades de parachutistes (les deux formellement rattachées à la 2e division aéroportée), et la 123e brigade d'infanterie indienne. Après le limogeage de Rees, c'est le major-général Kodendera Subayya Thimayya (en) qui aurait dû reprendre le commandement de la Force. Après le démantèlement de la Forces de liaison, la division est déplacée à Jalandhar.
Certains de ses éléments participent à la guerre sino-indienne de 1962. Avant la guerre, la division comprend les 5e, 7e et 11e brigades d'infanterie indienne. La 7e brigade d'infanterie indienne est détruite lors de la bataille de la rivière Namka Chu. La 4e division d'infanterie est convertie en division de montagne en 1963 pour un temps et combat lors de la deuxième guerre indo-pakistanaise en 1965.
Elle combat également sur le front du Bangladesh durant la troisième guerre indo-pakistanaise en 1971. À ce moment, elle est constituée des 7e, 41e et 62e brigades de montagne et d'un escadron du 45e régiment de cavalerie. Relevant du 1er corps et du Commandement central, la division est basée à Allahabad.

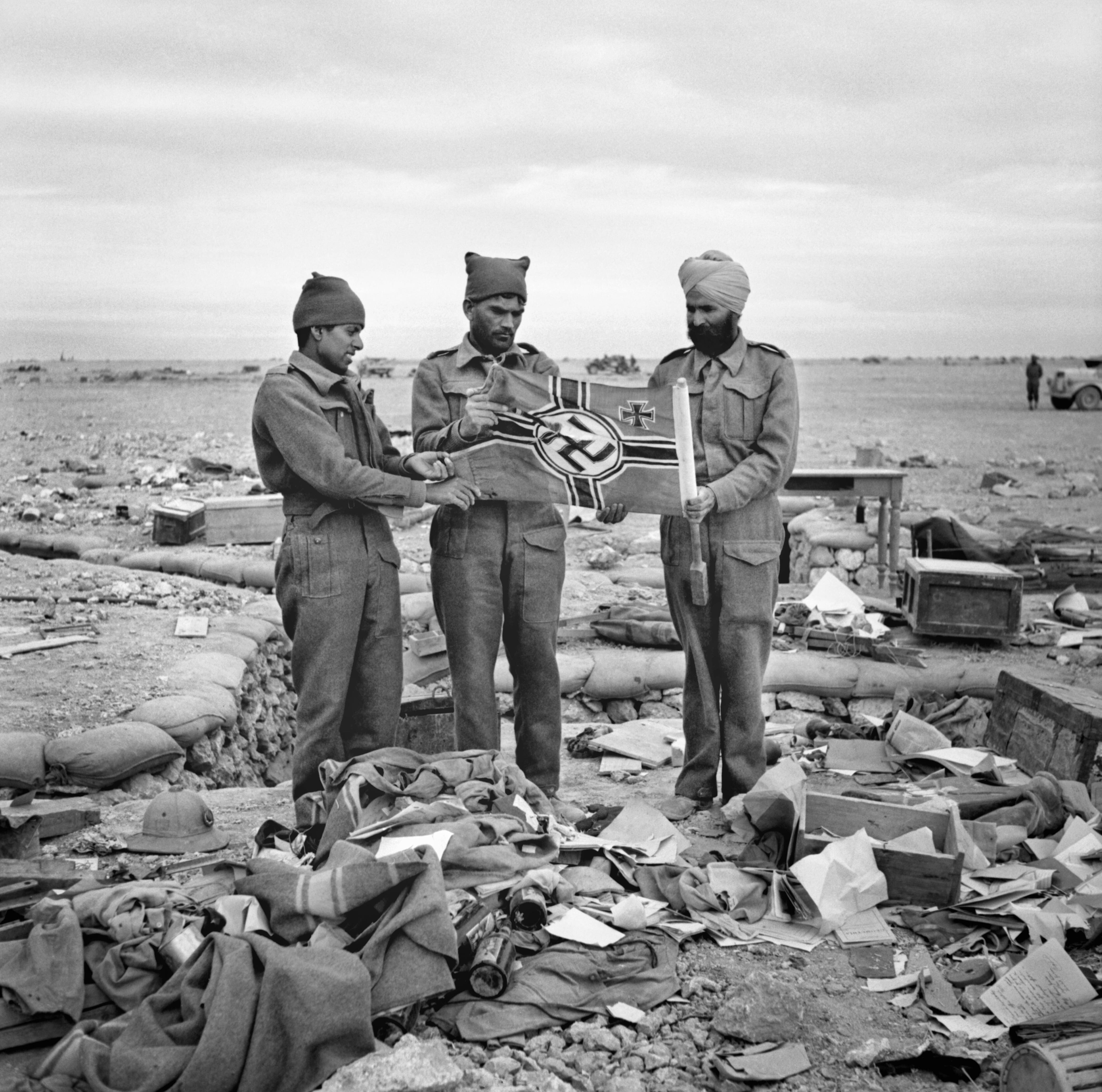
Soldats de la 4e division d'infanterie indienne avec un drapeau nazi capturé à Sidi Omar en Libye
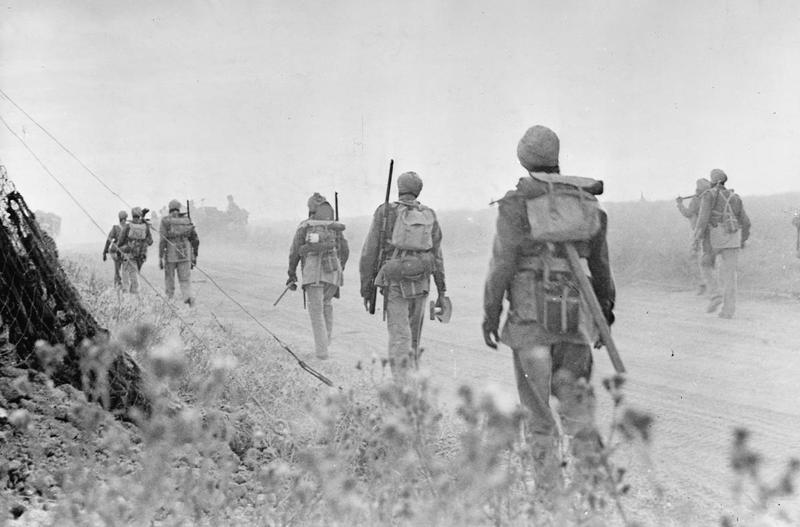
La 4e division indienne en Tunisie.

## Ordre de bataille
1940 :
- 5e Brigade Infanterie Indienne.
- 7e Brigade Infanterie Indienne.
- 11e Brigade Infanterie Indienne.

### Unités de soutien
- Royal Indian Army Service Corps
  - 4 Ind Div Troops Transport Company
  - 5, 7 & 11 Brigade Transport Companies
  - 220 Indian DID
- Services médicaux
  - I.M.S-RAMC-I.M.D-I.H.C-I.A.M.C
  - 14, 17, 19, 26 & 32 Indian Field Ambulances
  - 4 Indian Div Provost Unit
- Indian Army Ordnance Corps
  - 4 Indian Div Ordnance FD Park
- Indian Electrical & Mechanical Engineers
  - 117, 118 & 119 Infantry Workshop Companies
  - 4 Indian Div Recovery Company

## Source
- (en) Cet article est partiellement ou en totalité issu de l’article de Wikipédia en anglais intitulé « 4th Infantry Division (India) » (voir la liste des auteurs).
- Cet article est partiellement ou en totalité issu de l'article intitulé « 4e division d'infanterie indienne » (voir la liste des auteurs).